# Johann Rhau-Grunenberg
 Johann Rhau-Grunenberg (nascido em Mainz - morto em 1525 em Wittenberg) foi um impressor de panfletos alemão, durante a época da Reforma Protestante. Ficou conhecido por ter sido o responsável pela impressão das 95 Teses de Martinho Lutero na cidade de Wittenberg. 
Um exemplar de Rhau-Grunenberg sobre a "Disputa Contra a Teologia Escolástica", publicada apenas oito semanas antes das 95 Teses, foi descoberta em 1983. Seu formato é bastante similar à impressão de Nuremberg sobre as 95 Teses, sendo que provavelmente foi utilizada uma cópia da versão original de Wittenberg.